# 카린 페리
카린 페리(Karine Ferri, 1982년 4월 25일 ~ )는 프랑스의 사회자이다.